# Henry Scrimgeour
Henry Scrimgeour ou Scrymgeour, né à Dundee en 1505 et mort à Genève le 23 septembre 1572, est un diplomate écossais et un bibliophile, qui a suivi les cours de l’ancienne université de Bourges au XVIe siècle.

## Biographie
Il est né à  Dundee en Écosse, très probablement en 1505, mais il est possible qu’il soit né en 1508 ou 1509, puisque Andrew Melville indique que Scrimgeour est décédé à soixante trois ans. Il a d’abord suivi les cours de l’école primaire de Dundee, pour ensuite se rendre à St Salvator's College, St Andrews en 1532. Il est fait bachelier en 1533 et gagne la première place à l’examen de licence l’année suivante. Quelque temps plus tard, il se rend à Paris où il étudie sous la férule de Guillaume Budé et de Pierre Ramus. Peu après, il va étudier le droit civil à Bourges pendant quatre ans avec Éguinaire Baron et François Douaren. Pendant son séjour à Bourges, il se lie avec Jacques Amyot, professeur de grec ancien et lui succède comme précepteur des fils de Guillaume Bochetel, le  secrétaire d’État de François Ier probablement pendant 3 ou 4 ans. En février 1547 il retourne en Écosse pour un court séjour. Bochetel lui donne une lettre de recommandation pour Marie de Guise, régente d’Écosse depuis 1542.
Le 18 avril 1562, avec la bénédiction de Calvin, Scrimgeour épouse Françoise de Saussure. En 1563 les pasteurs de Genève nomment Scrimgeour lecteur de  philosophie et la même année il est admis au Conseil des deux-cents. Plus tard, on le voit commencer à donner des leçons de droit civil. Lorsque Calvin meurt au printemps de 1564, Scrimgeour est témoin de son testament. Françoise de Saussure meurt le 1er février 1568, âgée de vingt-cinq ans, laissant une enfant de trois ans derrière elle, Marie. Le 3 janvier 1570 Scrimgeour est admis au Conseil des soixante, et le 11 mai il épouse Catherine de Veillet. Cette année, deux régents — les earls de Moray et de Mar — ainsi que George Buchanan cherchent à faire revenir en vain Scrimgeour en Écosse, pour les assister dans l’éducation du jeune Jacques VI ; mais Scrimgeour décline cette invitation, argumentant de son âge et de l’instabilité de l’Écosse. Henry Scrimgeour meurt à Genève le 23 septembre 1572.

## Précepteur, juriste et diplomate
De retour en France en 1548, Scrimgeour alors accompagné de son élève Bernardin Bochetel voyage en Italie et se rend à Padoue. Bien que de confession catholique, il est plongé dans les controverses de la Réforme protestante en Italie lors d’une visite à un jeune juriste, Francesco Spiera de Cittadella, qui était rongé par le désespoir après avoir adopté les opinions nouvelles et ensuite été conduit à les abjurer. Scrimgeour écrit un essai sur la piété, publié à Genève (sous le nom de Henricus Scotus) par l’imprimeur Jean Gérard avec une préface de Jean Calvin et daté de décembre 1549, intitulé  Exemplum memorabile desperationis in Francisco Spera, propter abiuratam fidei confessionem. Ce traité sera publié la même année à Bâle. Néanmoins, cette publication prend place quelques années avant que Scrimgeour declare publiquement son adhésion au protestantisme. Sa publication suivante sera un ouvrage de droit, une édition des Novelles, imprimée par Estienne à Genève en mai 1558 et subventionnée par Ulrich Fugger. Le titre est : Impp. Justiniani, Justini, Leonis novellae constitutiones. Les Novellae étaient fondamentales pour enseigner le droit à cette époque et le besoin d’une nouvelle édition se faisait cruellement sentir. Scrimgeour a usé de ses contacts avec l’Ambassadeur de France à Venise pour avoir accès à un codex important appartenant au fond de la bibliothèque de Bessarion : son édition a reçu un accueil favorable de la part des juristes contemporains. La période entre 1558  et son dernier voyage en Italie en 1564 représente la partie la plus énergique d’une autre activité de Scrimgeour, celle de bibliophile; il est de nos jours acquis que la plus grande partie des manuscrits grecs, latins et hébreux de la collection Fugger ont été collectionnés par Scrimgeour, qui avait fréquemment voyagé entre Augsbourg et l’Italie. Cette collection Fugger fait aujourd’hui partie du cœur de la collection Palatine de la bibliothèque du Vatican à Rome. Scrimgeour fut aussi un agent dans l’achat de livres pour le compte de Otto-Heinrich, l’électeur palatin.
Scrimgeour conserva toute sa vie ses bénéfices en Écosse, mais il jouit aussi de revenus en France — il existe une autorisation qui lui a été accordée en 1556 par le roi Henri II de conserver et de recevoir des bénéfices dans sa patrie d’adoption.
Il s’était aussi engagé dans une carrière de diplomate, voyageant à Padoue, Venise, Florence, Rome, Milan, Mantoue et Bologne. Il chercha aussi sans succès à installer une imprimerie à Bourges. Bernardin Bochetel, devenu abbé de Saint-Laurent-des-Aubats, l’invitera plusieurs fois à Vienne, où il se rendra finalement en novembre 1560. Bochetel pourrait avoir eu besoin de ses services diplomatiques en vue de l’aider dans les difficiles négociations avec les princes luthériens, ou bien Durant le colloque de Poissy de 1561 entre les réformés et les catholiques, ou encore lors du concile de Trente, qui avait repris ses travaux en 1562 après une interruption de dix ans. Le séjour de Scrimgeour à Vienne fut bref, car il se trouvait à Genève à la fin de 1561.
Ulrich Fugger, devenu luthérien, avait conçu un plan pour une bibliothèque publique à Genève, en vue de mettre en sûreté son importante collection de livres rares, et Scrimgeour était associé à ce projet. Au même moment, le 30 décembre, il fut reçu par les magistrats de Genève au titre de bourgeois, trois ans après John Knox, et grâce à Calvin il s’impliqua rapidement dans la vie publique de la ville.

## Sources
- Marie-Claude Tucker, Maîtres et Étudiants écossais de l’université de Bourges. Paris : Champion, 2001. 495 pages.